# بطولة ستوكهولم المفتوحة للتنس
بطولة ستوكهولم المفتوحة للتنس هو حدث رياضي يقام سنوياً في مدينة ستوكهولم في السويد ، تبدأ البطولة مع مطلع شهر نوفمبر من كل عام، وتقام البطولة في الحديقة الملكية للتنس في نادي ستوكهولم.
وعقدت أول دورة لهذه البطولة في عام 1969 وبقيت هذه البطولة مستمرة حتى الآن، وتقام البطولة على الملاعب الصلبة في الصالات المغلقة، أما عن المنافسات فيها فهي فردي وزوجي للرجال لكن لا يوجد فيها منافسات للسيدات ، يذكر أن البطولة كانت تلعب على السجاد في السابق لكنها تحولت إلى أراضي صلبة بعد ذلك.